# Milagro de amor (pel·lícula de 1946)
Milagro de amor és una pel·lícula de l'Argentina en blanc i negre dirigida per Francisco Múgica segons el guió de Alejandro Casona sobre el poema dramàtic Margarita la tornera de José Zorrilla que es va estrenar el 12 de desembre de 1946 i que va tenir com a protagonistes a María Duval, Andrés Mejuto, Josefina Díaz i Alberto Contreras. El poema de Zorrilla està basat en una antiga llegenda que ha donat origen a diverses obres, inclosa una òpera.

## Argument
Margarita, la monja d'un convent de clausura encarregada de manejar el torn, això és un mecanisme giratori proveït d'una ventanita per la qual lliurava i rebia coses de l'exterior sense contacte visual directe, és seduïda per un Don Joan i induïda a escapar-se amb ell.

## Repartiment
- María Duval... Margarita la tornera[3]
- Andrés Mejuto	 ...	Don Juan de Alarcón
- Josefina Díaz de Artigas... Mare Superiora
- Alberto Contreras
- Paquita Garzón
- Diana Cortesina
- Luis Otero
- Domingo Márquez
- Graciela Lecube
- Manuel Alcón
- Carmen Llambí
- Julia Sandoval

## Comentaris
La crònica de Clarín va dir:
| « | ”Sense aconseguir el to apassionat i místic de la llegenda, aconsegueix almenys un relat clar però pesat.” | » |

Per la seva part el crític de La Razón va escriure:
| « | ”Edegué imprimir major animació a les escenes, evitant que un fatigós clima restés vivacitat i interès al relat.” | » |